# Золото дураков (сэндвич)
«Золото дураков» (англ. Fool's Gold Loaf) — сэндвич, приготовленный компанией Colorado Mine Company в ресторане в Денвере, штат Колорадо. Он состоит из одной буханки хлеба, наполненной сливочным арахисовым маслом, виноградным желе и жареным беконом. Широкую известность блюдо приобрело благодаря американскому певцу Элвису Пресли. Согласно книге «Жизнь и кухня Элвиса Пресли», он и его друзья прилетели на частном самолёте из Грейсленда, купили 30 сэндвичей и провели два часа, поедая их и запивая Perrier и шампанским, прежде чем улететь домой. История стала легендой, а сэндвич стал предметом постоянного интереса средств массовой информации.

## История
Существует два рассказа о происхождении блюда. По словам Грэма Вуда, сэндвич был создан Синди и Баком Скоттами, владельцами ресторана Colorado Mine Company. Вуд пишет, что Пресли получил рецепт от Скоттов, чтобы его мог приготовить его личный шеф-повар.
По словам Ника Андурлакиса, он помогал создавать сэндвич, когда был шеф-поваром в компании Colorado Mine Company, и предложил это блюдо Пресли. Андурлакис сказал, что он лично доставил бутерброды Пресли в ту знаменитую ночь.
Сэндвич был назван так, чтобы соответствовать тематике ресторана. Во время знаменитой прогулки Пресли он стоил 49,95 доллара (что эквивалентно 238 долларам в 2021 году).

## Рецепт
Приготовление начинается с выпекания буханки французского белого хлеба, обмазанной двумя столовыми ложками маргарина, в духовке при температуре 350° (175 °) до коричневого цвета. Один фунт нарезанного бекона обжаривают в масле до хрустящей корочки и подсушивают. Буханку нарезают вдоль и наполняют арахисовым маслом, виноградным желе и беконом.

## Связь с Элвисом Пресли
Книга Дэвида Адлера содержит подробный отчёт о событии, которое сделало знаменитым сэндвич «Золото дураков». В ночь на 1 февраля 1976 года Элвис Пресли был в своем доме в Грейсленде в Мемфисе, принимая капитана Джерри Кеннеди из Полицейского управления Денвера и Рона Пьетрафезо из Колорадской группы по борьбе с преступностью. Трое мужчин начали обсуждать сэндвич, и Пресли решил, что хочет его прямо сейчас. Пресли уже бывал в этом ресторане раньше, когда был в Денвере.
Кеннеди и Пьетрафезо были друзьями владельцев, поэтому их отвезли в аэропорт Мемфиса, где они сели на частный самолёт Пресли Convair 880 Lisa Marie, и за два часа долетели до Денвера. Когда они прибыли в международный аэропорт Стэплтон в 1:40 утра, самолёт зарулил в специальный ангар, где пассажиров встретили Бак Скотт, владелец компании по добыче полезных ископаемых в Колорадо, и его жена Синди, которая привезла 22 свежих сэндвича «Золото дураков». Они провели два часа в ангаре, поедая бутерброды, запивая их Перье и шампанским. Пресли пригласил пилотов самолёта Майло Хая и Элвуда Дэвиса присоединиться к ним. Когда они закончили, они улетели обратно в Мемфис, даже не покидая аэропорта Денвера.